# Pokémon Mini
De Pokemon Mini is een draagbare spelcomputer die in 2001 door het Japanse Nintendo is ontworpen en gemaakt rond het Pokémon mediafranchise. Het is het kleinste spelsysteem met verwisselbare cartridges dat ooit door Nintendo is geproduceerd, met een gewicht van 70 gram. Het systeem was zo klein en licht dat je het zelfs niet merkte dat je het in je zakken droeg.
Het werd voor het eerst uitgebracht in Noord-Amerika op 16 november 2001, daarna in Japan op 14 december 2001, en in Europa op 15 maart 2002. De systemen werden uitgebracht in drie kleuren vernoemd naar bestaande Pokémon: Wooper blauw, Chikorita groen en Smoochum paars.
Kenmerken van de Pokemon Mini zijn onder andere een interne realtimeklok, een infraroodpoort die wordt gebruikt om multiplayer gaming mogelijk te maken, een reedcontact voor het detecteren van schudden, en een motor die wordt gebruikt om force feedback te implementeren. Er zijn slechts tien spellen wereldwijd uitgebracht, waarvan de helft exclusief voor Japan en één niet uitgebracht in Noord-Amerika. De console heeft een start-knop, D-pad, A- en B-knoppen en een C-trigger rechtboven. De spelcartridge van het systeem kan ook worden vastgeklikt met een schuifje achterop.

## Specificaties
- Processor: 8-bit, 4 MHz Epson S1C88
- Scherm: 96 x 64 pixel monochroom LCD
- Cartridge: Game Pak van 512KiB
- Geheugen: Interne BIOS van 4kB en interne RAM 4kB (gedeeld met video subsystem). 21-bit cartridge bus. 256 hardware register; in de meeste gevallen Open-Bus registers
- Afmetingen: 74 mm x 58 mm x 23 mm
- Gewicht: 70 gram met Game Pak en AAA batterij
- Stroom: 1 AAA batterij (duurt ~60 uur)

## Spellen
De spellen werden in Japan uitgegeven door The Pokémon Company en in andere landen door Nintendo.
| Titel                            | Genre       | Ontwikkelaar | Uitgifte datum   | Uitgifte datum   | Uitgifte datum  |
| Titel                            | Genre       | Ontwikkelaar | JP               | USA              | EU              |
| -------------------------------- | ----------- | ------------ | ---------------- | ---------------- | --------------- |
| Pokémon Party mini               | Mini games  | Denyusha     | 14 december 2001 | 16 november 2001 | 15 maart 2002   |
| Pokémon Pinball mini             | Flipperkast | Jupiter      | 14 december 2001 | 16 november 2001 | 15 maart 2002   |
| Pokémon Puzzle Collection        | Puzzel      | Jupiter      | 14 december 2001 | 16 november 2001 | 15 maart 2002   |
| Pokémon Zany Cards               | Strategie   | Denyusha     | 14 december 2001 | 16 november 2001 | 15 maart 2002   |
| Pokémon Tetris                   | Puzzel      | Nintendo     | 21 maart 2002    | Niet uitgekomen  | 15 maart 2002   |
| Pokémon Puzzle Collection vol. 2 | Puzzel      | Jupiter      | 26 april 2002    | Niet uitgekomen  | Niet uitgekomen |
| Pokémon Race mini                | Race        | Jupiter      | 19 juli 2002     | Niet uitgekomen  | Niet uitgekomen |
| Pichu Bros. mini                 | Mini games  | Denyusha     | 9 augustus 2002  | Niet uitgekomen  | Niet uitgekomen |
| Togepi's Great Adventure         | Avontuur    | Jupiter      | 18 oktober 2002  | Niet uitgekomen  | Niet uitgekomen |
| Pokémon Breeder mini             | Simulatie   | Jupiter      | 14 december 2002 | Niet uitgekomen  | Niet uitgekomen |

In alle drie de regio’s waar de console werd uitgebracht, werd de Pokémon minihandheld gelanceerd met vier (vijf in Europa) spellen die apart konden worden gekocht:
- Pokémon Party mini (Japans: ポケモンパーティミ): Een verzameling van verschillende minigames, meegeleverd met de Pokémon mini. De minigames zijn onder andere: Hitmonchan's Boxing, waarbij de speler het systeem schudt om te 'slaan'; Pikachu's Rocket Start, een spel waarbij de speler zo snel mogelijk van een startlijn moet vertrekken voor een andere Pokémon; Bellossom's Dance, een Dance Dance Revolution-achtig spel; Chansey's Dribble, waarbij de speler een bal zo snel mogelijk naar de finishlijn schopt; Slowking's Judge, de speler voorspelt of de tennisbal binnen of buiten de baan zal landen; Sneasel's Fakeout, een steen-papier-schaarachtig spel voor twee spelers; Battlefield, waar twee tot zes spelers strijden om de hoogste score; en Celebi's Clock, dat in feite een klok is met datum, alarm en stopwatch functie.
- Pokémon Pinball mini (Japans: ポケモンピンボールミニ): Een flipperkastspel met verschillende niveaus waar een Diglett of een Pikachu fungeert als het ‘stoot’-mechanisme.
- Pokémon Puzzle Collection (Japans: ポケモンパズルコレクション): Een verzameling van verschillende puzzelspellen zoals: Shadow Puzzle, waar verschillende vormen worden samengevoegd om een afbeelding van een Pokémon te maken; Motion Puzzle, een schuifspel waarbij een afbeelding van een Pokémon moet worden ontcijferd; Escape, waarbij men blokken moet verplaatsen om een Pokémon uit een doolhof te laten ontsnappen; en een bonus voor het voltooien van het grootste deel van je Minidex is het spel Power On, een Pipe Dream-achtig spel waarbij men een Pikachu met een gloeilamp moet verbinden, waardoor er een circuit ontstaat).
- Pokémon Zany Cards (Japans: ポケモンアニメカード大作戦, Pokemon Anime Kādo Daisakusen (letterlijk Pokémon Anime Card Great)): Een kleine verzameling van vier speelkaartspellen met Pokémon-themakaarten en personages uit de Pokémon-tv-serie.

Door de lage verkoop werden er geen verdere spellen voor het systeem uitgebracht in Noord-Amerika.
Er werd nog één spel uitgebracht in Japan en Europa:
- Pokémon Tetris (Japans: ポケモンショックテトリス, Pokemon Shokku Tetorisu (letterijk Pokémon Shock Tetris)): met Pokémon. Naast de traditionele rotatie van de stukken, zorgt het schudden van het systeem ervoor dat de vallende stukken omdraaien. Het wegwerken van lijnen zal Pokémon uit Pokémon Gold en Silver ontgrendelen in de Pokédex.

Alle volgende spellen werden alleen uitgebracht in Japan (hoewel ze uiteindelijk allemaal fanvertalingen kregen):
- Pokémon Puzzle Collection vol. 2 (Japans: ポケモンパズルコレクションVol.2): Vergelijkbaar met de eerste Pokémon Puzzle Collection, maar sommige spellen zijn anders en er zijn 80 nieuwe puzzels.
- Pokémon Race mini (Japans ポケモンレースミニ): Een platformspel racecompetitie waarbij de speler een Pikachu bestuurt die tegen andere Pokémon racet.
- Pichu Bros. mini (Japans ピチューブラザーズミニ): Een verzameling van verschillende minigames, vergelijkbaar met Pokémon Party mini.
- Togepi’s Great Adventure (Japans:トゲピーのだいぼうけん, Togepī no Daibōken): Een top-down-actiepuzzelspel. De speler leidt Togepi uit een toren, waarbij hij valstrikken vermijdt door het systeem te kantelen.
- Pokémon Breeder mini (Japans: ポケモンそだてやさんミニ, Pokemon Sodateyasan mini): Een virtueel huisdier spel. De speler zorgt voor een jonge Treecko, Torchic of Mudkip.

## Homebrew
Door middel van reverse engineering werd de Pokémon Mini gehackt; sindsdien is het mogelijk om de Pokémon Mini te programmeren voor homebrew doeleinden. Een demo-SHizZLE die werd uitgebracht op Breakpoint in 2005 veroorzaakte enige opwinding binnen de demoscene en media.